# Charadronota soror
Charadronota soror är en skalbaggsart som beskrevs av Ernst Gustav Kraatz 1883. Charadronota soror ingår i släktet Charadronota och familjen Cetoniidae. Inga underarter finns listade i Catalogue of Life.